# Santa Coloma de Erdo
Santa Coloma de Erdo es un pueblo, ahora ya despoblado, del municipio de Sarroca de Bellera, en la comarca del Pallars Jussá, provincia de Lérida. Formaba parte del término primitivo de Sarroca de Bellera.

## Descripción
Está situado a 2,7 km. en línea recta al noreste de su cabeza de municipio. Para poder accedido, desde Sarroca de Bellera hacia seguir hacia el noroeste la carretera L-521, y, al cabo de 1 kilómetro, cuando está a punto de entroncar con la N-260, sale hacia el norte una pista rural asfaltada que conduce a Xerallo, Castellgermà y Les Esglésies, donde llega en unos 3 kilómetros.
Santa Coloma de Erdo tenía la iglesia de Santa Coloma, dependiente de la de la Bastida de Bellera. Como el resto del pueblo, la iglesia está en ruinas y rodeada de setos y ortigas que la hacen inaccesible. Parece un templo de época moderna, con un curioso campanario en el ángulo norte de la fachada de levante que parece contener elementos bastante más antiguos. Actualmente el campanario no destaca mucho, ya que ha sido claramente sobrepasado por el resto de edificaciones que formaban el pueblo.

## Etimología
El nombre del pueblo se debe al patronazgo de Santa Coloma de su parroquia, y de su pertenencia a la Cuadra de Erdo, origen común de este pueblo y del vecino de Erdo.

## Historia
En 1381, Santa Coloma de Erdo aparece en los fogajes con 3 fuegos (unos 15 habitantes). En 1970, tenía 6 habitantes, repartidos en dos casas: Casa Benito y Casa Pere. En 1994 ya estaba del todo despoblado, y solo subía al pueblo un pastor que cerraba las ovejas, vacas y caballos. En el 2009 es un montón de ruinas, con los espacios abiertos cubiertos de espesa vegetación, que hacen del todo inviable incluso la estancia de ganado.